# Пантанијели (Беневенто)
Пантанијели је насеље у Италији у округу Беневенто, региону Кампанија.
Према процени из 2011. у насељу је живело 118 становника. Насеље се налази на надморској висини од 508 м.